# Sigma-Aldrich
Sigma-Aldrich Corporation is een beursgenoteerd bedrijf, gespecialiseerd in de productie van chemicaliën en laboratoriummateriaal. Het bedrijf produceert meer dan 46.000 verschillende chemische stoffen. Sigma-Aldrich heeft meer dan 7600 werknemers en is actief in 40 landen. De producten van het bedrijf worden onder andere gebruikt voor wetenschappelijk onderzoek, biotechnologie, farmaceutische doeleinden en de diagnose van ziektes.
Het huidige Sigma-Aldrich bestaat uit een fusie van de voormalige bedrijven Sigma Chemical Company en Aldrich Chemical Company, die in 1975 plaatsvond.

## Geschiedenis

### Sigma
Sigma Chemical Company vond zijn oorsprong in Midwest Consultants. Dit bedrijf was in 1934 opgericht door de broers Aaron Fischer en Bernard Fischlowitz. Het bedrijf produceerde cosmetica, kleurstoffen en inkt. Tijdens de Tweede Wereldoorlog hield Midwest zich ook bezig met de productie van munitiecomponenten en onderdelen voor lichtkogels. Tijdens de oorlog werd Sigma opgericht als onderdeel van Midwest om aan de grote vraag naar sacharine te voldoen. Er werden nieuwe chemici ingehuurd en apparatuur gekocht.
Tijdens de oorlog domineerde Sigma de markt voor sacharine, maar na de oorlog werden grondstoffen weer minder schaars zodat Sigma zich op andere producten moest gaan richten. Lou Berger, een biochemicus afgestudeerd aan de medische faculteit van Washington University in St. Louis, kwam met het voorstel dat Sigma adenosinetrifosfaat (ATP) zou gaan produceren, daar hij en de broers Carl en Gerty Cori dit nodig hadden voor hun onderzoek. Sigma stemde toe en vond al snel een grote afzetmarkt voor ATP en hieraan gerelateerde producten. Begin jaren 50 presenteerde Sigma haar producten op een internationale bijeenkomst van biochemici in Atlantic City. Hier kreeg het bedrijf erkenning van onder andere Arthur Kornberg, Severo Ochoa en Otto Meyerhof, waarna Sigma internationaal door de biochemische wetenschap werd erkend.
De 20 jaar erop breidde Sigma haar productengamma verder uit. In 1964 werd een tak in Londen opgericht, gevolgd door een tak in Israël (1970) en in Duitsland (1974).

### Aldrich
Aldrich Chemical Company werd opgericht in 1951 door Alfred Bader, een Canadees van Oostenrijkse komaf en afgestudeerd aan de Harvard University, en Jack Eisendrath. Aldrich’s eerste product was Methylnitronitrosoguanidine, wat veel gebruikt werd als een methyleringsreagens. Andere producten die Aldrich begin jaren 50 aanbood waren 3-hydroxypyridine (wat uiteindelijk een van de bestverkochte producten van Aldrich zou worden), ethyldiazoacetaat, tetranitromethaan, en 1,2-ethaandithiol. Tussen 1951 en 1954 ontwikkelde Bader een groot aantal samenwerkingen met chemische bedrijven in Europa, waarna de afzet van Aldrich snel toenam.
Aldrich richtte als subtak de Rare Chemical Library (RCL) op, die zich toe ging leggen op het verzamelen van waardevolle onderzoeksmaterialen van overleden of gepensioneerde onderzoekers en andere bronnen. Bijdragen aan de RCL komen onder andere van Henry Gilman, George Wittig, Robert Woodward, en Louis en Mary Fieser.
In de jaren 70 richtte Aldrich het dochterbedrijf Aldrich-Boranes, Inc. op.

### Fusie
In augustus 1975 fuseerden Aldrich Chemical Co. en Sigma International, Ltd. tot het huidige Sigma-Aldrich. Na de fusie onderging het bedrijf een grote uitbreiding qua faciliteiten en nieuwe marktsectoren.

## Kerngetallen
Kerngetallen voor Sigma-Aldrich:
Omzet:

- $2.2 miljard (2008)

Producten:
- 100.000 chemische producten (46.000 geproduceerd)
- 30.000 laboratoriumapparatuur-producten.

Klanten:
- Ongeveer 1 miljoen klanten wereldwijd.
- 88.000 accounts

Afzet wereldwijd (% van de verkoop in 2008):
- Verenigde Staten 35%
- Europa 43%
- Canada, Azië, Latijns-Amerika 22%

## Concurrenten
Belangrijke concurrenten van Sigma-Aldrich zijn Bayer Aktienges. Ads, Brenntag Holding GmbH & Co. KG, VWR International, LLC, Omicron Biochemicals, en Cambridge Isotope Laboratories, Inc. (CIL)

## Dochterondernemingen

Het logo van Sigma RBI

Sigma RBIricht zich op producten voor neurowetenschappen.
ISOTECricht zich op isotopenlabeling voor het bepalen van eiwitstructuren, peptidesynthese, proteomica, metabolisch onderzoek, MRI en substraten voor ademtestten.
Flukaproduceert chemicaliën en reagentia voor analytisch, organisch en biochemisch onderzoek.
Riedel-de Haënwerd in 1999 aan Sigma-Aldrich toegevoegd. Produceert reagentia en standaarden.
Supelcoricht zich op producten voor chromatografie.
Sigma-Aldrich Fine Chemicalsspecialiseert in grondstoffen voor celculturen.
Sigma Life Scienceproduceert producten als standard DNA/RNA–oligonucleotiden.
Carbolabswerd in 1998 onderdeel van Sigma-Aldrich.
RTCwerd in 2010 overgenomen door Sigma-Aldrich. Richt zich op CRM's, PT en Calibratie standaarden.